# 中京記念
中京記念（ちゅうきょうきねん）は、日本中央競馬会（JRA）が中京競馬場で施行する中央競馬の重賞競走（GIII）である。

競馬番組表での名称は2022年（令和4年）の第70回まで「トヨタ賞 中京記念」と表記され、トヨタ（豊田自動織機製作所→トヨタ自動車工業→トヨタ自動車）の寄贈賞が授与されていたが、トヨタ自動車の社会貢献・スポーツ振興活動見直しのため2023年（令和5年）の第71回から寄贈賞の提供が終了、名称も単に「中京記念」とされることになった。なおCBC賞が創設される前の1954年から1959年（昭和34年）までは、中部日本放送（現・CBCラジオ）も寄贈賞を提供していた。

## 概要
1953年に「中京開設記念（ちゅうきょうかいせつきねん）」の名称で創設された、4歳（現3歳）以上の馬による重賞競走。第1回は中京競馬場の砂1800m（現在のダートとはやや異なる）で施行された。翌1954年には名称が「中京記念」に変更され、「中京競馬場開設5周年記念」の名称で施行した1958年を除き、「中京記念」の名称が定着している。現在中京競馬場で行われている重賞競走では、最も古い歴史を持つ。

トヨタの寄贈賞が付いたのは、トヨタおよび母体の豊田自動織機が、中京競馬場を所有する名古屋競馬株式会社から寄贈賞の提供を要請されたことに由来する。
創設当初は夏季開催の8月に施行していたが、1957年以降は春季開催で定着。この間、距離・コースともに幾度かの変遷を経て、2011年までは芝2000mのハンデキャップ競走で概ね定着していた。2012年から施行時期が7月となり、あわせて距離も芝1600mに短縮されたほか、サマーマイルシリーズの第1戦（2020年から2024年は第2戦、2025年からは第3戦）にも指定された。2025年より施行時期を8月に再度変更されるとともに負担重量もグレード別定に変更されることになった。
外国産馬は1994年から2001年まで出走可能だったが、2002年から2004年までは出走できなかった。2005年には国際競走となり、外国調教馬及び外国産馬が出走可能になった。2012年からは特別指定交流競走に指定され、地方競馬所属馬も出走可能になった。

### 競走条件
以下の内容は、2025年のもの。
出走資格：サラ系3歳以上
- JRA所属馬
- 地方競馬所属馬（2頭まで）
- 外国調教馬（優先出走）

負担重量：別定
- 3歳54kg、4歳以上57kg、牝馬2kg減
- 2024年8月10日以降 GI競走（牝馬限定競走を除く）1着馬3kg増、牝馬限定GI競走またはGII競走（牝馬限定競走を除く）1着馬2kg増、牝馬限定GII競走またはGIII競走（牝馬限定競走を除く）1着馬1kg増（ただし、2歳時の成績を除く）。
- 2024年8月9日以前 GI競走（牝馬限定競走を除く）1着馬2kg増、牝馬限定GI競走またはGII競走（牝馬限定競走を除く）1着馬1kg増（ただし、2歳時の成績を除く）。

### 賞金
2025年の1着賞金は4100万円で、以下2着1600万円、3着1000万円、4着620万円、5着410万円。

## 歴史
- 1953年 - 4歳以上の馬による重賞競走として「中京開設記念」の名称で創設、中京競馬場の砂1800mで施行[5]。
- 1954年 
  - 名称を「中京記念」に変更[5]。
  - （豊田賞）の副称が付き、正賞として豊田賞、CBC賞（第6回まで[9]）が贈られる[10]。
- 1955年 - 負担重量をハンデキャップに変更[5]。
- 1957年 - 出走資格を「5歳以上」に変更。
- 1958年 
  - この年のみ「中京競馬場開設5周年記念」の名称で施行[5]。
  - 副称が（トヨタ賞）になる[11]。
- 1967年 - この年から「トヨタ賞 中京記念」となる（2011年を除く）[6]。
- 1984年 - グレード制施行によりGIII[注 1]に格付け。
- 1994年 - 混合競走に指定、外国産馬が出走可能になる（2001年まで）[6]。
- 2001年 - 馬齢表示の国際基準への変更に伴い、出走条件を「4歳以上」に変更。
- 2005年 - 国際競走に指定され、外国調教馬は4頭まで出走可能となる[6]。
- 2007年 - 日本のパートI国昇格に伴い、外国調教馬の出走枠が8頭に拡大[12]。
- 2009年 - 外国調教馬の出走枠が9頭に拡大[13]。
- 2011年 
  - 中京競馬場全面改造工事のため小倉競馬場で施行。
  - 当初は3月12日施行予定も前日に発生した東日本大震災の影響により3月20日に施行。
- 2012年
  - 夏季開催への開催時期移行に伴い出走条件を「3歳以上」に変更。
  - サマーマイルシリーズに指定[5]。
  - この年のみ「近代競馬150周年記念」の副称を付けて施行[7]。
  - 特別指定交流競走に指定され、地方競馬所属馬が2頭まで出走可能になる。
  - 外国調教馬の出走枠が8頭に縮小[7][14][15][注 3]。
- 2020年 
  - 京都競馬場の改修工事等の関連で阪神競馬場で施行。これにより、出走可能頭数は前年までの16頭から18頭に拡大、この年の勝馬は18番人気であった。(競走結果の出典欄参照。2020年の競馬番組一般事項[17]によると、中京1600mのフルゲートはA/Bコースとも16頭、阪神1600mはA/Bコースとも18頭。)
  - 新型コロナウイルスの感染拡大防止のため、「無観客競馬」として実施[18]。
- 2021年 - 京都競馬場の改修工事に伴う開催日割の変更のため小倉競馬場芝1800mで施行（2022年も同様）[19]、出走可能頭数は16頭に戻る[20][注 4]。
- 2023年 
  - 「中京競馬場開設70周年記念」の副称を付けて施行[21]。
  - 正賞の「トヨタ賞」が外れる。
- 2024年 - 阪神競馬場のスタンドリフレッシュ工事に伴う開催日割の変更のため小倉競馬場芝1800mで施行[22]。
- 2025年 
  - 施行時期を8月に、負担重量をグレード別定にそれぞれ変更。
  - 暑熱対策による最終競走の発走時刻を18時15分に設定したことに伴い、競走番号が第11競走から第7競走に変更。

### 歴代優勝馬
コース種別を記載していない距離は、芝コースを表す。
優勝馬の馬齢は、2000年以前も現行表記に揃えている。
競走名は第1回が「中京開設記念」、第6回は「中京競馬場開設5周年記念」、ほかは「中京記念」。
| 回数   | 施行日        | 競馬場 | 距離        | 優勝馬             | 性齢 | タイム   | 優勝騎手   | 管理調教師 | 馬主                           |
| ------ | ------------- | ------ | ----------- | ------------------ | ---- | -------- | ---------- | ---------- | ------------------------------ |
| 第1回  | 1953年8月23日 | 中京   | 砂1800m     | レダ               | 牝4  | 1:57.3   | 佐藤勇     | 武田文吾   | 熊谷新太郎                     |
| 第2回  | 1954年8月22日 | 中京   | 砂1800m     | メイヂホマレ       | 牡3  | 1:54.1   | 蛯名武五郎 | 藤本冨良   |                                |
| 第3回  | 1955年8月14日 | 中京   | 砂1800m     | ライリユウ         | 牡4  | 1:52 4/5 | 浅見国一   | 橋本正晴   |                                |
| 第4回  | 1956年8月26日 | 中京   | 砂1800m     | ヒヤキオーガン     | 牡5  | 1:53 1/5 | 栗田勝     | 武田文吾   |                                |
| 第5回  | 1957年2月10日 | 中京   | 砂1800m     | キヤツスル         | 牝4  | 1:55 2/5 | 栗田勝     | 武田文吾   |                                |
| 第6回  | 1958年2月9日  | 中京   | 砂1800m     | ブレツシング       | 牝6  | 1:53 3/5 | 保田隆芳   | 尾形藤吉   |                                |
| 第7回  | 1959年2月8日  | 中京   | 砂2000m     | カツラシユウホウ   | 牡4  | 2:07 0/5 | 蛯名武五郎 | 藤本冨良   | 牧市太郎                       |
| 第8回  | 1960年2月7日  | 中京   | 砂2000m     | ホマレーヒロ       | 牡4  | 2:07.6   | 清田十一   | 武輔彦     | 仁木清七                       |
| 第9回  | 1961年2月12日 | 中京   | 砂2000m     | シーザー           | 牡4  | 2:10.0   | 伊藤修司   | 伊藤勝吉   | 伊藤由五郎                     |
| 第10回 | 1962年2月11日 | 中京   | 砂2000m     | クサナギ           | 牡5  | 2:07.8   | 伊藤竹男   | 岩佐宗五郎 |                                |
| 第11回 | 1963年2月17日 | 中京   | 砂2000m     | ハルヒカリ         | 牡4  | 2:06.9   | 武邦彦     | 武平三     |                                |
| 第12回 | 1964年2月16日 | 中京   | 砂2000m     | テツノオー         | 牡4  | 2:05.0   | 保田隆芳   | 尾形藤吉   |                                |
| 第13回 | 1965年3月7日  | 中京   | 砂2000m     | パスポート         | 牝5  | 2:05.5   | 松永高徳   | 清水茂次   | 吉田善一                       |
| 第14回 | 1966年3月6日  | 中京   | 砂2000m     | アオバ             | 牡4  | 2:06.2   | 森安弘明   | 森末之助   | 清水友太郎                     |
| 第15回 | 1967年2月12日 | 中京   | 砂2000m     | エプソム           | 牡5  | 2:06.5   | 山本正司   | 伊藤修司   |                                |
| 第16回 | 1968年2月11日 | 中京   | 砂2000m     | サトヒカル         | 牡4  | 2:04.8   | 武邦彦     | 大久保亀治 | 鴨常一                         |
| 第17回 | 1969年2月9日  | 中京   | 砂2000m     | タニノハローモア   | 牡4  | 2:03.9   | 武邦彦     | 戸山為夫   | 谷水信夫                       |
| 第18回 | 1970年11月8日 | 中京   | 2000m       | ゼットアロー       | 牡3  | 2:01.2   | 飯田明弘   | 小林三雄三 | 松波金弥                       |
| 第19回 | 1971年3月7日  | 中京   | 砂1700m     | ダイホウゲツ       | 牡4  | 1:47.7   | 小林常泰   | 山岡寿恵次 | 嶋津芳三                       |
| 第20回 | 1972年3月12日 | 中京   | 2000m       | エリモカップ       | 牡4  | 2:02.3   | 大久保光康 | 大久保亀治 | 山本慎一                       |
| 第21回 | 1973年3月4日  | 中京   | 2000m       | ナオキ             | 牡4  | 2:02.1   | 佐々木昭次 | 田中康三   | 福留砂子                       |
| 第22回 | 1974年3月3日  | 中京   | 2000m       | ヤマブキオー       | 牡4  | 2:01.1   | 蓑田早人   | 森末之助   | 清水一郎                       |
| 第23回 | 1975年3月2日  | 中京   | 2000m       | ナオキ             | 牡6  | 2:01.0   | 佐々木昭次 | 田中康三   | 福留砂子                       |
| 第24回 | 1976年2月29日 | 中京   | 2000m       | ロードカップ       | 牡4  | 2:06.2   | 川端義雄   | 高橋直     | 川口磐三                       |
| 第25回 | 1977年3月6日  | 中京   | 2000m       | ホースメンホープ   | 牡4  | 2:00.7   | 小野幸治   | 小林稔     | 中路正志                       |
| 第26回 | 1978年2月5日  | 中京   | 2000m       | キングラナーク     | 牡5  | 2:01.0   | 岩元市三   | 布施正     | 小柴タマヲ                     |
| 第27回 | 1979年2月4日  | 中京   | 2000m       | メジロホーク       | 牡4  | 2:01.8   | 谷原義明   | 大久保末吉 | メジロ商事（株）               |
| 第28回 | 1980年2月3日  | 中京   | 2000m       | アスコットロイヤル | 牡4  | 2:01.8   | 河内洋     | 渡辺栄     | 淀牧場（株）                   |
| 第29回 | 1981年2月1日  | 中京   | ダート1700m | ケイキロク         | 牝4  | 1:44.6   | 河内洋     | 浅見国一   | 内田敦子                       |
| 第30回 | 1982年2月7日  | 中京   | 2000m       | クニノカチドキ     | 牡4  | 2:00.7   | 田原成貴   | 安藤正敏   | 初田豊                         |
| 第31回 | 1983年2月6日  | 中京   | 2000m       | アローボヘミアン   | 牡4  | 2:01.1   | 川端義雄   | 梶与四松   | 伊達秀和                       |
| 第32回 | 1984年2月5日  | 中京   | 2000m       | ハシローディー     | 牡5  | 2:00.6   | 村本善之   | 福永甲     | （株）シンザンクラブ           |
| 第33回 | 1985年2月3日  | 中京   | 2000m       | パワーシーダー     | 牝4  | 1:59.6   | 柴田政見   | 増本豊     | 杉浦秀雄                       |
| 第34回 | 1986年2月2日  | 中京   | 2000m       | シャイニングルビー | 牝6  | 2:01.8   | 久保敏文   | 諏訪佐市   | 川田武                         |
| 第35回 | 1987年3月22日 | 中京   | 2000m       | トウショウレオ     | 牡5  | 2:00.8   | 田島良保   | 鶴留明雄   | トウショウ産業（株）           |
| 第36回 | 1988年3月20日 | 中京   | 2000m       | トップコート       | 牝4  | 1:59.6   | 田島良保   | 鶴留明雄   | （有）谷川牧場                 |
| 第37回 | 1989年3月19日 | 中京   | 2000m       | インターアニマート | 牡4  | 1:59.2   | 田島良保   | 福島勝     | 松岡正雄                       |
| 第38回 | 1990年3月18日 | 中京   | 2000m       | オサイチジョージ   | 牡4  | 1:59.8   | 丸山勝秀   | 土門一美   | 野出長一                       |
| 第39回 | 1991年3月17日 | 小倉   | 2000m       | レッツゴーターキン | 牡4  | 2:01.6   | 小島貞博   | 橋口弘次郎 | （株）日本ダイナースクラブ     |
| 第40回 | 1992年3月22日 | 中京   | 2000m       | ムービースター     | 牡6  | 2:00.6   | 岸滋彦     | 坪憲章     | 吉田照哉                       |
| 第41回 | 1993年3月21日 | 小倉   | 2000m       | アラシ             | 騸4  | 2:03.3   | 土肥幸広   | 加藤敬二   | 東五郎                         |
| 第42回 | 1994年3月20日 | 小倉   | 2000m       | シマノヤマヒメ     | 牝5  | 2:03.3   | 土肥幸広   | 島崎宏     | 嶋倉久榮                       |
| 第43回 | 1995年3月19日 | 中京   | 2000m       | チョウカイキャロル | 牝4  | 2:01.2   | 小島貞博   | 鶴留明雄   | 新田嘉一                       |
| 第44回 | 1996年3月17日 | 中京   | 2000m       | イナズマタカオー   | 牡5  | 2:02.2   | 田島信行   | 音無秀孝   | 小島隆男                       |
| 第45回 | 1997年3月16日 | 中京   | 2000m       | アロハドリーム     | 牡4  | 2:02.2   | 加藤和宏   | 岩城博俊   | 喜田啓照                       |
| 第46回 | 1998年3月21日 | 中京   | 2000m       | トーヨーレインボー | 牡4  | 1:59.5   | 松永昌博   | 松永善晴   | トーヨークラブ                 |
| 第47回 | 1999年2月21日 | 中京   | 2000m       | エリモエクセル     | 牝4  | 2:01.1   | 的場均     | 加藤敬二   | 山本慎一                       |
| 第48回 | 2000年3月5日  | 中京   | 2000m       | メイショウドトウ   | 牡4  | 1:59.1   | 安田康彦   | 安田伊佐夫 | 松本好雄                       |
| 第49回 | 2001年3月4日  | 中京   | 2000m       | ロードクロノス     | 牡6  | 1:59.7   | 岡部幸雄   | 藤沢和雄   | （株）ロードホースクラブ       |
| 第50回 | 2002年3月3日  | 中京   | 2000m       | ツルマルボーイ     | 牡4  | 1:59.4   | 河内洋     | 橋口弘次郎 | 鶴田任男                       |
| 第51回 | 2003年3月9日  | 中京   | 2000m       | タガノマイバッハ   | 牡4  | 2:00.1   | 安藤勝己   | 松田博資   | 八木良司                       |
| 第52回 | 2004年3月7日  | 中京   | 2000m       | メイショウキオウ   | 牡7  | 1:58.6   | 秋山真一郎 | 福島勝     | 松本好雄                       |
| 第53回 | 2005年3月6日  | 中京   | 2000m       | メガスターダム     | 牡6  | 1:59.5   | 松永幹夫   | 山本正司   | （有）ノースヒルズマネジメント |
| 第54回 | 2006年3月5日  | 中京   | 2000m       | マチカネオーラ     | 牡4  | 1:58.2   | 川田将雅   | 伊藤雄二   | 細川益男                       |
| 第55回 | 2007年3月4日  | 中京   | 2000m       | ローゼンクロイツ   | 牡5  | R1:56.9  | 藤岡佑介   | 橋口弘次郎 | （有）サンデーレーシング       |
| 第56回 | 2008年3月9日  | 中京   | 2000m       | タスカータソルテ   | 牡4  | 1:58.4   | 中舘英二   | 藤原英昭   | （有）社台レースホース         |
| 第57回 | 2009年3月14日 | 中京   | 2000m       | サクラオリオン     | 牡7  | 2:00.4   | 秋山真一郎 | 池江泰郎   | （株）さくらコマース           |
| 第58回 | 2010年3月13日 | 中京   | 2000m       | シャドウゲイト     | 牡8  | 2:02.0   | 田中勝春   | 加藤征弘   | 飯塚知一                       |
| 第59回 | 2011年3月20日 | 小倉   | 2000m       | ナリタクリスタル   | 牡5  | 2:00.0   | 武豊       | 木原一良   | （株）オースミ                 |
| 第60回 | 2012年7月22日 | 中京   | 1600m       | フラガラッハ       | 牡5  | 1:35.1   | 高倉稜     | 松永幹夫   | （有）キャロットファーム       |
| 第61回 | 2013年7月21日 | 中京   | 1600m       | フラガラッハ       | 牡6  | 1:33.5   | 高倉稜     | 松永幹夫   | （有）キャロットファーム       |
| 第62回 | 2014年7月27日 | 中京   | 1600m       | サダムパテック     | 牡6  | 1:37.1   | 田中勝春   | 西園正都   | 大西定                         |
| 第63回 | 2015年7月26日 | 中京   | 1600m       | スマートオリオン   | 牡5  | 1:33.4   | M.デムーロ | 鹿戸雄一   | 大川徹                         |
| 第64回 | 2016年7月24日 | 中京   | 1600m       | ガリバルディ       | 牡5  | 1:33.6   | 福永祐一   | 藤原英昭   | （有）社台レースホース         |
| 第65回 | 2017年7月23日 | 中京   | 1600m       | ウインガニオン     | 牡5  | 1:33.2   | 津村明秀   | 西園正都   | （株）ウイン                   |
| 第66回 | 2018年7月22日 | 中京   | 1600m       | グレーターロンドン | 牡6  | 1:32.3   | 田辺裕信   | 大竹正博   | 窪田芳郎                       |
| 第67回 | 2019年7月21日 | 中京   | 1600m       | グルーヴィット     | 牡3  | 1:33.6   | 松山弘平   | 松永幹夫   | （有）キャロットファーム       |
| 第68回 | 2020年7月19日 | 阪神   | 1600m       | メイケイダイハード | 牡5  | 1:32.7   | 酒井学     | 中竹和也   | 名古屋競馬（株）               |
| 第69回 | 2021年7月18日 | 小倉   | 1800m       | アンドラステ       | 牝5  | 1:46.2   | 川田将雅   | 中内田充正 | （有）社台レースホース         |
| 第70回 | 2022年7月24日 | 小倉   | 1800m       | ベレヌス           | 牡5  | 1:45.9   | 西村淳也   | 杉山晴紀   | （有）キャロットファーム       |
| 第71回 | 2023年7月23日 | 中京   | 1600m       | セルバーグ         | 牡4  | 1:33.0   | 松山弘平   | 鈴木孝志   | 桑畑夏美                       |
| 第72回 | 2024年7月21日 | 小倉   | 1800m       | アルナシーム       | 牡5  | 1:47.2   | 横山典弘   | 橋口慎介   | ライオンレースホース （株）    |
| 第73回 | 2025年8月17日 | 中京   | 1600m       | マピュース         | 牝3  | 1:32.3   | 横山武史   | 和田勇介   | 吉本雄二                       |